# Raimund Hargesheimer
Raimund Hargesheimer (* 14. September 1953 in Fulda), aufgewachsen in Frankfurt am Main ist ein ehemaliger deutscher Judoka.

## Leben
Er startete  1965 im Frankfurter Judo-Polizeisportverein Grün-Weiß Frankfurt und belegte mit 16 Jahren den 3. Platz bei den Jugendeuropameisterschaften in Bordeaux. Er erreichte seine Titel u. a. mit Bundestrainer Heiner Metzler, wie 1973 die Militärweltmeisterschaft im Mittelgewicht. Er studierte Sportwissenschaften mit Abschluss Diplom an der Deutschen Sporthochschule Köln. Die Diplomarbeit verfasste er zum Thema „Die Wahrnehmung als Leistungsvoraussetzung für technisches und taktisches Können im Judo und Möglichkeiten ihrer Verbesserung im Rahmen des sportartspezifischen Trainings“. Heute arbeitet er als Therapeut und Coach in Saarbrücken.

## Erfolge
- Junioren-Europameister, (1972)[3]
- Deutscher Meister (1979)[4]
- Militärweltmeister[5] (1973)